# Mariaj de Vegas
Mariaj de Vegas este un film american de tip comedie romantică din 2008, regizat de Tom Vaughan și scris de Dana Fox. Îi distribuie pe Cameron Diaz și Ashton Kutcher în rolul unui cuplu care se căsătorește și câștigă un jackpot de cazinou în timpul unei nopți de beție în Las Vegas, dar planul lor simplu de a divorța rapid și de a împărți banii este complicat de decizia judecătorului. Titlul se bazează pe sloganul de marketing din Las Vegas „What Happens in Vegas, Stays in Vegas⁠(d)” (Ce se întâmplă în Vegas, rămâne în Vegas). În ciuda recenziilor negative din partea criticilor, filmul a fost un succes comercial.

## Distribuție
- Cameron Diaz ca Joy McNally
- Ashton Kutcher ca Jack Fuller, Jr.
- Rob Corddry⁠(d) în rolul lui Jeffrey „Hater” Lewis
- Lake Bell⁠(d) ca Toni "Tipper" Saxson
- Dennis Farina în rolul lui Richard „Dick” Banger
- Treat Williams ca Jack Fuller, Sr.
- Jason Sudeikis ca Mason
- Michelle Krusiec⁠(d) în rolul lui Chong
- Zach Galifianakis ca Dave „The Bear”
- Queen Latifah ca Dr. Twitchell
- Deirdre O'Connell în rolul Mrs. Fuller
- Krysten Ritter⁠(d) ca Kelly
- Dennis Miller⁠(d) în rolul judecătorului Whopper
- Andy Daly⁠(d) în rolul lui Curtis
- Billy Eichner⁠(d) ca lider de trupei

## Recepție

### Recenzii critice
Mariaj de Vegas a primit, în general, recenzii negative din partea criticilor. Pe Rotten Tomatoes filmul are un rating de 25%, bazat pe 135 de recenzii cu un rating mediu de 4,40/10. Consensul critic al site-ului spune: „Mariaj de Vegas are câteva momente amuzante, dar în mare parte se mulțumește cu convențiile derivate dintr-o comedie romantică și primește puțin ajutor de la o pereche de protagoniști neplăcuți”. Pe Metacritic filmul are un scor de 36 din 100, bazat pe 31 de critici, indicând „recenzii în general nefavorabile”.